# یلنا ماتیوسکایا
یلنا ماتیوسکایا (روسی: Елена Геннадьевна Матиевская؛ ۸ مارس ۱۹۶۱ – ) قایقران روئینگ اهل روسیه بود.
وی در مسابقات کشوری و بین‌المللی در مجموع برندهٔ ۱ مدال طلا، ۳ مدال نقره شده‌است.